# Makoto Takimoto
Makoto Takimoto –en japonés, 瀧本 誠– (Iwai, 8 de diciembre de 1974) es un deportista japonés que compitió en judo.
Participó en los Juegos Olímpicos de Sídney 2000, obteniendo una medalla de oro en la categoría de –81 kg. Ganó dos medallas en el Campeonato Asiático de Judo en los años 1995 y 2000.

## Palmarés internacional
| Juegos Olímpicos    | Juegos Olímpicos    | Juegos Olímpicos  | Juegos Olímpicos |
| Año                 | Lugar               | Medalla           | Categoría        |
| ------------------- | ------------------- | ----------------- | ---------------- |
| 2000                | Sídney (Australia)  | Medalla de oro    | –81 kg           |
| Campeonato Asiático |                     |                   |                  |
| Año                 | Lugar               | Medalla           | Categoría        |
| 1995                | Nueva Delhi (India) | Medalla de oro    | –78 kg           |
| 2000                | Osaka (Japón)       | Medalla de bronce | –81 kg           |